# Коре-Бар
Коре-Бар (перс. كره بر) — село в Ірані, у дегестані Кугпає, у бахші Новбаран, шагрестані Саве остану Марказі. За даними перепису 2006 року, його населення становило 217 осіб, що проживали у складі 87 сімей.

## Клімат
Середня річна температура становить 10,87 °C, середня максимальна – 30,39 °C, а середня мінімальна – -12,00 °C. Середня річна кількість опадів – 267 мм.
| Клімат поселення                              | Клімат поселення | Клімат поселення | Клімат поселення | Клімат поселення | Клімат поселення | Клімат поселення | Клімат поселення | Клімат поселення | Клімат поселення | Клімат поселення | Клімат поселення | Клімат поселення | Клімат поселення |
| Показник                                      | Січ.             | Лют.             | Бер.             | Квіт.            | Трав.            | Черв.            | Лип.             | Серп.            | Вер.             | Жовт.            | Лист.            | Груд.            |                  |
| Середній максимум, °C                         | 4,88             | 7,20             | 11,59            | 18,15            | 23,04            | 28,82            | 30,39            | 30,15            | 25,58            | 19,36            | 12,62            | 6,72             |                  |
| Середня температура, °C                       | −3,56            | −1,23            | 3,16             | 9,71             | 14,60            | 20,36            | 24,16            | 23,92            | 19,35            | 13,12            | 6,37             | 0,48             |                  |
| Середній мінімум, °C                          | −12              | −9,67            | −5,28            | 1,27             | 6,16             | 11,94            | 17,93            | 17,68            | 13,11            | 6,88             | 0,15             | −5,74            |                  |
| Норма опадів, мм                              | 35               | 35               | 48               | 41               | 33               | 5                | 1                | 1                | 0                | 11               | 22               | 35               |                  |
| Середньомісячна швидкість вітру, м/с          | 1.75             | 2.46             | 3.02             | 3.22             | 2.75             | 2.51             | 2.58             | 2.48             | 2.25             | 2.17             | 1.78             | 1.71             |                  |
| Середньомісячна сонячна радіація, кДж/м²·день | 8637             | 11458            | 14100            | 17753            | 21854            | 26452            | 25914            | 23575            | 20173            | 14614            | 10499            | 8444             |                  |
| --------------------------------------------- | ---------------- | ---------------- | ---------------- | ---------------- | ---------------- | ---------------- | ---------------- | ---------------- | ---------------- | ---------------- | ---------------- | ---------------- | ---------------- |
| Джерело:                                      |                  |                  |                  |                  |                  |                  |                  |                  |                  |                  |                  |                  |                  |